# Federico Valverde
Federico Santiago Valverde Dipetta (Montevideo; 22 de julio de 1998), conocido deportivamente como Fede Valverde, es un Futbolista Uruguayo que juega de centrocampista en el Real Madrid C. F. de la Primera División de España.

## Trayectoria

### Inicios en Uruguay
En 2012 comenzó en las formativas del Club Atlético Peñarol y en ese año anotó 8 goles, pese a no lograr títulos. Debido a su buen rendimiento el coordinador de la captación en Peñarol, Néstor Gonçalves, lo recomendó para la selección sub-15 de Uruguay, pese a que al técnico Alejandro Garay no le convencía mucho, pero lo convocó y desde ese entonces no dejó de ser citado.
En 2013, consiguió su primer título al vencer el campeonato uruguayo sub-15 donde aportó tres goles. Con la sub-16 «aurinegra» ganaron el Torneo Clausura 2014 y forzaron unas finales contra River, ganador del Torneo Apertura, ganaron el primer partido 2 a 0 y en el definitivo golearon 4 a 0, lo que les permitió coronarse como campeones del torneo uruguayo. Señalado como una emergente figura recibió el primer contacto de un club europeo cuando el 4 de enero de 2015 viajó a Londres para conocer las instalaciones del Arsenal Football Club y con los que realizó prácticas con el plantel de primera.
Al finalizar el Sudamericano Sub-17 de Paraguay, según medios ingleses, el Arsenal F. C. mostró un interés definitivo por el jugador y ofertó 3,4 millones de euros por su ficha. Ante la acometida europea, su club trató de retenerlo mostrando interés en que entrenase con su plantel absoluto, puesto que otros clubes como el Chelsea Football Club y el Fútbol Club Barcelona tuvieron buenas impresiones de Federico después de enviar ojeadores al certamen continental.
En abril fue finalmente invitado a entrenar con el plantel absoluto de Peñarol, por primera vez, junto a sus compañeros de la selección sub-17 Santiago Bueno y Diego Rossi. Pese a ello hubo un club que llevaba ya intenciones más serias y avanzadas que el resto. El día 4 de abril se conoció que el Real Madrid Club de Fútbol ofertó 5 millones de euros por sus servicios mientras se disputaba el Sudamericano Sub-17, según informaron algunos medios y que su familia concretó con los madrileños en un hotel de la Conmebol. Al adelantarse y tomar por sorpresa al resto de clubes europeos, viajó a España el 12 de mayo para realizar una revisión médica supervisada por la sanidad del Real Madrid. El siguiente paso fue firmar un nuevo contrato profesional con Peñarol que permitiera a Peñarol obtener ingresos y regularizar su traspaso a Madrid. En la semana, entrenó con el plantel absoluto, e incluso fue parte de la concentración previa a un partido oficial por primera vez desde su llegada a Montevideo.
El 23 de mayo se confirmó el preacuerdo con Real Madrid por la ficha de Federico, manteniéndose en Peñarol hasta que cumpliera los 18 años según normativa FIFA en cuanto a traspasos interconfederativos. Pablo Bengoechea, José Perdomo y Ramiro Martínez, técnicos suyos, manifestaron sus grandes cualidades:

«Lo veo muy bien. Nunca vi a un jugador con 16 años con tantas virtudes. Me parece un jugador de fútbol excepcional.»

«Valverde es un jugador técnico, de gran pegada, muy buen pibe, con visión de juego única, como el Pato Aguilera, adelantado en la cabeza, pase en profundidad que te deja de frente al arco. Con la pelota en los pies a veces exagera porque le gusta y eso le lleva a cometer errores porque hoy se presiona. Conmigo jugó en varias posiciones porque lo rotaba durante el partido. ¿Si es volante o enganche? Empezaba de contención y luego avanzaba, donde se sentía más cómodo. Te puede salvar un partido. Es de los típicos que quieren en Europa, alto, pegada, mixto, ayuda en la marca. Jugó hasta de mediapunta. Físicamente es exuberante. En las evaluaciones se diferenciaba. Me produce satisfacción que vaya a primera. Lo más importante es consolidarse.»

«Sin lugar a dudas es un pibe con característica de clase A. Tiene el prototipo del fútbol de nivel europeo, flaco, elegante, con zancada larga. Arrancó el año con la Selección y después como entrenó en primera, volvía desde el jueves. Me pone feliz que vaya a Los Aromos. Lo dirigí apenas un semestre. No es frecuente en un grande que asciendan a un juvenil de 16 años. Antes pasó con Rubén Sosa, el Pato Aguilera, Fonseca. (...) Es muy humilde, súper callado. En el juego es al revés. Se desinhibe en lugares complicados. Es enganche, el clásico 10, de jerarquía. No siente la marca aunque se adapta.»

Cerró su etapa formativa con la conquista del Torneo Apertura del 2015, donde anotó ocho goles y fue el máximo goleador del equipo.

### Debut y etapa profesional con Peñarol
El 1 de julio de 2015, comenzaron los trabajos de la pretemporada del club, pero Valverde no fue parte debido a que fue citado por la selección sub-18 de Uruguay. Tras disputar y ganar un torneo amistoso con la selección sub-18, se incorporó al plantel «aurinegro» 2015-16 con los objetivos de ganar el campeonato uruguayo y la Copa Libertadores.
Debutó con el club el 23 de julio, un día después de su 17.º cumpleaños, en un partido amistoso internacional contra Esporte Clube Cruzeiro donde ganaron por 3-1. Tras su debut, Federico declaró:

«Es un sueño cumplido. Se lo dedico a mi familia que estuvo siempre conmigo. Se dio todo muy rápido. Intenté jugar como en quinta división.»

Al finalizar la gira de pretemporada y regresar a Montevideo, debutó en el Estadio Centenario en un partido contra el Málaga Club de Fútbol por la Copa Euroamericana que finalizó con derrota por 1-3. Sus buenas actuaciones convencieron al entrenador Bengoechea quien lo mantuvo en el primer equipo para ser tenido en cuenta, compartiendo plantel con jugadores que estuvieron en la selección absoluta como Diego Forlán, Marcelo Zalayeta, Carlos Valdez y Matías Aguirregaray. Su debut oficial como profesional fue en la primera fecha del Torneo Apertura, el 16 de agosto de 2015 contra Club Atlético Cerro en el Estadio Centenario. Fue titular con 17 años y 22 días y dejó buenas sensaciones en los 55 minutos que jugó.
El 7 de octubre fue distinguido por The Guardian como uno de los mejores 50 futbolistas del mundo, de la categoría de jugadores nacidos en 1998, junto a otros futbolistas europeos como Martin Ødegaard, Felix Passlack, Hachim Mastour y Dayot Upamecano. De América fueron incluidos diez jugadores y Valverde fue el único uruguayo entre los seleccionados. Poco después se proclamó campeón del Torneo Apertura, su primer título como profesional y se sintió profundamente agradecido a quienes confiaron en sus cualidades:

«Sentí felicidad por volver a jugar en primera, por tener nuevamente minutos en cancha y sobre todo por la forma que me recibió la gente. Le agradezco a Pablo Bengoechea la oportunidad que me dio y a mis compañeros que me apoyaron en todo momento. Muchas gracias a todo Peñarol. Salimos campeones, es un momento de alegría, pero hay que seguir trabajando para conseguir el logro mayor, el campeonato Uruguayo.»

Tras el parón estival disputó el primer encuentro de la primera fecha del Torneo Clausura frente a C. A. Cerro jugando los últimos 16 minutos del encuentro, donde mostró un buen nivel e hizo un buen aclarado para que su equipo lograra el tanto de la victoria por 1-2. Al tiempo el jugador compaginó las presencias del primer equipo con el reserva hasta que el 19 de abril debutó a nivel internacional. Titular en los 90 minutos del último partido de la fase de grupos de la Copa Libertadores 2016 ante el Club Sporting Cristal, consiguieron remontar un 1-3 hasta el 4-3 final. Valverde mostró un gran nivel, brindó una asistencia y fue de los mejores jugadores del encuentro, pese a no lograr el pase a los octavos de final del certamen continental.
Su buena actuación sí convenció sin embargo al técnico Jorge da Silva para darle más minutos, sumando incluso varias titularidades llegando a ser señalado como uno de los jugadores con más futuro:

«Fede conmigo se portó muy bien. Conversa muy poco, es muy tímido, pero la verdad lo admiro y me gusta verlo jugar. Para mí es un Andrea Pirlo con la buena diferencia, tiene muchísimo más futuro de lo que la gente está viendo ahora.
Tiene una de las mejores pegadas desde que se fue el Chino. Hay que darle confianza para rematar los tiros libres.»
Luis Aguiar sobre Valverde.

El 15 de mayo, en su décimo partido con Peñarol, jugó su primer clásico ante el Club Nacional de Football en la máxima categoría, donde fue titular con 17 años. El partido finalizó en empate y Valverde disputó 75 minutos. Decisivo fue también el partido del 12 de junio ante el Club Plaza Colonia de Deportes —vencedor del Clausura— por el campeonato uruguayo. El jugador fue titular en un disputado partido que fue a un alargue. Peñarol aprovechó la expulsión un rival para vencer en la prórroga y lograr el título global del campeonato. Federico finalizó su primera temporada como profesional con 12 presencias en la máxima categoría, lograron el Torneo Apertura 2015 y el Campeonato Uruguayo 2015-16, además de debutar a nivel internacional en Copa Libertadores.
Su temprana edad no frenó el interés de otros clubes y finalmente se acordó su incorporación al Real Madrid Club de Fútbol para la próxima temporada, en principio para jugar en el Castilla, filial del club. Mientras, se concentró en una nueva pretemporada hasta que con 18 años recién cumplidos viajó a España para firmar el contrato y continuar su carrera en el fútbol europeo como una de las promesas del fútbol sudamericano.

### Consagración en Madrid
Se incorporó al Real Madrid Club de Fútbol el 28 de julio de 2016, tras esperar a cumplir la mayoría de edad según normativa FIFA en traspasos internacionales, con un contrato con el equipo filial, el Real Madrid Castilla Club de Fútbol. Tras la pretemporada debutó el 6 de agosto en un partido amistoso contra la Sociedad Deportiva Huesca finalizada con derrota por 2-1 y en el que entró al partido en el minuto 59. Cuatro días después, tuvo también minutos en los siguientes amistosos contra el Club Polideportivo Mérida, y Real Valladolid Club de Fútbol "B", donde fue titular.
No fue convocado para la primera jornada del campeonato nacional, y su debut oficial se produjo como suplente el 27 de agosto frente al Real Unión Club, que finalizó con derrota por 1-0. El club reforzó su progresión convocándolo a los entrenamientos del primer equipo, y tras ellos estrenó titularidad el 3 de septiembre contra la Sociedad Deportiva Amorebieta, en donde anotó su primer gol en España tras una jugada de Aleix Febas, decisivo para la victoria por 3-2 en el estadio Alfredo Di Stéfano.
El 14 de septiembre debutó —como titular— a nivel internacional en competiciones UEFA en la fase de grupos de la Liga Juvenil 2016-17 frente a los juveniles del Sporting de Lisboa. Valverde asistió a Sergio Díaz con un pase desde casi la mitad del campo que significó el 1-0 provisional, pero ya en tiempo cumplido los portugueses empataron. Su registro en la competición fue de seis partidos disputados hasta que su equipo fue eliminado en semifinales por el mismo club lisboeta al perder por 2-4.
En el plano local se afianzó como titular indiscutido para Santiago Solari, e incluso llegó a jugar de defensa por primera vez, ante lo que su entrenador comentó:

«Estoy muy contento con él. Es un magnífico jugador, se ha adaptado al club y al país de una manera increíble. Siempre genera un gran fútbol en el centro del campo y hoy ha demostrado una muy buena labor de central, siendo su primer partido. Ni siquiera entrenó en esa posición ayer.»

Desde la dirección deportiva del club, que lo apuntaba como una de sus mayores promesas, se decidió que lo mejor para su progresión era disputar encuentros del mayor nivel, motivo por lo que se decidió su cesión a un equipo de Primera División, en contraposición con la Segunda División "B", lejos de la progresión mostrada.
Así inició la temporada 2017-18 como jugador del Deportivo de La Coruña, en la que contar con un mayor rodaje en partidos de máxima categoría, y debutó como profesional en España el 10 de septiembre frente a la Real Sociedad. Con el conjunto gallego tuvo muy buenas actuaciones pese a que su equipo perdió la categoría, y su temprana edad que en principio parecía ser un impedimento para lograr asentarse en el club madrileño no le impidió retornar al club capitalino. Tras 25 partidos disputados se incorporó a la pretemporada del primer equipo y partió como centrocampsita de contención por detrás de Casemiro y Marcos Llorente. Una irregular temporada del equipo permitió que tanto él como el resto de sus compañeros del centro del campo repartieran minutos y apariciones donde el uruguayo logró tener significativas presencias que le permitieron asentarse en el club. De nuevo finalizó la temporada con 25 encuentros, entre los que destacaron cuatro de la Liga de Campeones antes de ser eliminados en octavos de final por el  Ajax, competición que no pudieron revalidar los madrileños tras tres títulos consecutivos, un registro no visto en Europa desde los años setenta. Sí venció el Mundial de Clubes —su primer título en España y a nivel internacional—, tras derrotar al Al-Ain Football Club emiratí por 4-1, aunque no tuvo presencia en el encuentro.
Para la nueva temporada Zinedine Zidane regresó a la dirección técnica del equipo para reconducir la tónica negativa del equipo tras un mal final de temporada y en donde se criticó desde la prensa deportiva una supuesta mala planificación por la escasez de refuerzos y los resultados obtenidos en la pretemporada. En ella Valverde partió como jugador suplente de un desgastado Casemiro que disputó la mayoría de los encuentros, donde se señaló al juego del equipo y al entrenador como principales artífices de los malos resultados. Pese a los malos augurios el equipo se revitalizó partiendo de una gran solidez defensiva —también criticada al comienzo de la temporada—, con protagonismo clave de la «CMK», Casemiro, Modrić, Kroos y Valverde y apoyado de un acierto en ataque liderado por Karim Benzema que llevaron al equipo a clasificarse para la fase eliminatoria en Europa y colocarse colíder en el campeonato español.
Recompuesto el equipo tras el punto de inflexión que supuso la final de Kiev que llegó hasta octubre, disputó la renovada Supercopa de España en Arabia Saudí. Tras vencer al Valencia Club de Fútbol en semifinales en uno de los mejores partidos de la temporada, se enfrentaron en la final al Atlético de Madrid en la que fue la decimoséptima ocasión en la que un derbi decidía un título entre ambos. Antes de la tanda de penaltis en la que «los blancos» lograron el título, Valverde fue el principal protagonista del encuentro tras una gran actuación y en especial al evitar una clara ocasión de gol que le costó la expulsión tras derribar a Álvaro Morata cuando encaraba solo la portería madridista en los minutos finales de partido. Su actuación le valió ser nombrado como mejor jugador confirmando los buenos pasos en su progresión como un activo real y consagrado en la élite.
Días después su equipo lograba encadenar veinte partidos consecutivos sin perder que le colocaron líder del campeonato liguero, con Valverde como uno de los pilares. y fue señalado como uno de los máximos responsables del buen devenir del club. Tras la reanudación del campeonato por su suspensión temporal debido a una pandemia global vírica, y tras la pérdida momentánea del liderato, el equipo encadenó una nueva racha de diez victorias en los partidos que le quedaban por disputar y logró finalizar como campeón.
Para la nueva temporada asumió el mismo rol polivalente en el equipo y si bien disputó menos encuentros, debido a numerosas lesiones, fue también uno de los referentes del mediocampo madrileño. Pese a ello, errores del equipo en momentos puntuales de la temporada privaron al equipo revalidar el título de liga, a dos puntos del campeón. Sus grandes actuaciones le llevaron a renovar su contrato con el club hasta 2027, como uno de sus pilares deportivos futuros. Las lesiones de sus compañeros Modrić y Kroos, permitieron que comenzara la temporada 2021-22 como titular, hasta que él mismo sufrió un esguince del ligamento lateral en «El Clásico» que nuevamente cortaba su buena dinámica. Asentada la tradicional «CMK», su recuperación llegó en un momento trascendental de la temporada, con varios partidos clave tanto en el campeonato liguero como en Europa, que hicieron que el uruguayo se convirtiera en uno de los jugadores titulares del equipo, variando el esquema a cuatro centrocampistas, y como uno de los jugadores que finalizó la temporada más en forma. Suya fue además la asistencia en el gol de Vinícius Júnior en la final de la Liga de Campeones frente al Liverpool Football Club que dio al club su decimocuarto título en la competición, para firmar un nuevo doblete internacional en la temporada tras el campeonato de liga logrado semanas atrás.
Para la siguiente temporada llegó a su mejor momento goleador y siendo referente en el Real Madrid logrando el reto de juego que le había dado Carlo Ancelotti en superar los 10 goles.

## Selección nacional

### Juveniles
Federico Valverde ha sido parte de las selecciones juveniles de Uruguay en las categorías sub-15, sub-17, sub-18 y sub-20.
Comenzó el proceso de la selección en el 2012. A fin de año, el técnico Alejandro Garay lo convocó para viajar a Argentina y jugar tres partidos amistosos. Debutó con la Celeste el 13 de noviembre, se enfrentó a Newell's en Rosario y ganaron 2 a 1.
En comienzos del 2013, fue citado para viajar a Bolivia y participar del Mundialito Tahuichi. Jugó 4 partidos, todos ellos contra clubes sub-15, pero quedaron eliminados en cuartos de final.
Luego fue convocado para viajar a Azerbaiyán y ser parte de la Caspian Cup. Se enfrentaron a las selecciones de Tayikistán, Japón, Uzbekistán y Bulgaria. Valverde jugó los 4 partidos y anotó un gol en el último encuentro, finalizaron en la séptima posición.
El técnico Garay, lo incluyó en la lista de jugadores para jugar la Copa México de Naciones Sub-15 de 2013. Debutó el 10 de agosto de 2013, contra Panamá, equipo al que derrotaron 6 a 1. En el segundo partido, jugaron ante Brasil, Federico anotó un gol y empataron 2 a 2. Su rival del último partido de la fase de grupos fue Estados Unidos, Valverde ingresó al minuto 57 pero perdieron 3 a 1.
Clasificaron como el segundo del grupo, tras igualar con 4 puntos a Brasil pero tener mejor diferencia de goles. En cuartos de final, su rival fue Colombia, en 26 minutos perdían 3 a 0, pero antes de terminar el primer tiempo la Celeste acortó diferencias con un gol, para la segunda mitad, lograron empatar y forzaron penales, que ganaron los uruguayos por 7 a 6.
En la semifinal, se volvieron a cruzar con Estados Unidos, esta vez ganó Uruguay 2 a 0.
La final se jugó el 18 de agosto, en el Estadio Azteca contra Argentina, al minuto 31 Tomás Conechny puso en ventaja a la albiceleste y finalmente ganaron el partido. Valverde disputó los 6 partidos que jugó Uruguay, anotó un gol y lograron la medalla de plata.
Fue convocado para jugar en el Sudamericano Sub-15 del 2013, jugó 2 partidos y anotó 1 gol, pero Uruguay quedó eliminado en primera ronda.
En el 2014 comenzó el proceso de la selección sub-17 a cargo de Santiago Ostolaza.
Debutó con la sub-17 el 13 de mayo, en un partido amistoso contra Paraguay en Asunción, ingresó en el segundo tiempo, al minuto 73 anotó su primer gol de la categoría y ganaron 3 a 0.
En octubre viajaron a Francia para jugar el Torneo Limoges, contra las selecciones sub-18 de Ucrania, Francia y Canadá en carácter amistoso. Jugó 2 partidos del cuadrangular y convirtió un gol. A pesar de que Uruguay disputó el torneo con la sub-17, salió campeón con 5 puntos.
Fue incluido en la lista definitiva para jugar el Sudamericano Sub-17 en Paraguay. Debutó en el certamen continental el 6 de marzo de 2015, en el primer partido de la fase de grupos ante Bolivia, convirtió un gol y ganaron 4 a 1. El segundo partido fue contra el clásico rival, Argentina, el marcador se abrió al minuto 5 con un remate suyo desde afuera del área, luego en el minuto 63 Tomás Conechny anotó el 1 a 1 para la albiceleste, pero sobre el final le hicieron un penal a Nicolás Schiappacasse y Federico lo transformó en gol al minuto 76, ganaron 2 a 1. En el tercer partido, Federico convirtió un gol al minuto 17 y la Celeste le ganó 4 a 1 a Chile, por lo que clasificaron al hexagonal final del torneo. Finalizaron en quinto lugar y no clasificaron al Mundial Sub-17. Tiempo después se supo que 3 jugadores habían disputado encuentros con más 17 años y fueron suspendidos de seis meses a un año.
El 16 de abril de 2015, fue citado por Alejandro Garay para defender a Uruguay sub-18 en el Torneo Internacional Sub-18 Suwon JS en Corea del Sur. Disputó tres partidos, anotó dos goles, pero la Celeste ganó un partido y perdió los dos restantes.
El 17 de junio fue convocado nuevamente, esta vez para viajar a Estados Unidos y defender nuevamente a Uruguay sub-18, en un torneo cuadrangular amistoso en Los Ángeles. Fue el capitán de la selección con el dorsal 14. El primer partido fue contra el anfitrión, Estados Unidos, Uruguay dominó todo el encuentro y ganaron 2 a 1. En el segundo partido, se enfrentaron a Tijuana sub-20, un club, armado y con ventaja de edad, a pesar de eso empataron 1 a 1. El partido final, contra República Checa, fue un encuentro parejo en el que Valverde sentenció el marcador al anotar un gol de penal al minuto 38, derrotaron 1 a 0 a los europeos y se coronaron campeones del cuadrangular.
El 1 de octubre volvió a ser convocado a la selección, esta vez por Fabián Coito, para entrenar y ser parte del proceso rumbo al Campeonato Sudamericano Sub-20 de 2017 en Ecuador.
El 12 de octubre jugó un partido amistoso contra Rusia sub-17 en el Franizni, fue titular con la camiseta número 10 y ganaron 2 a 1 luego de comenzar en desventaja.
Entrenó con la sub-18 de Uruguay hasta fin de año, y jugaron algunos partidos amistosos de práctica. Contra Progreso, Boston River, Central Español, Nacional Universitario, la selección de Colonia y la de San José.
En la primera convocatoria del año, que se realizó el 2 de marzo del 2016, fue considerado por Coito para entrenar con la sub-20. Pero no concurrió debido a su compromiso en la Copa Libertadores con Peñarol.
El 17 de marzo, fue llamado para jugar dos partidos amistosos internacionales en Asunción.
Federico debutó con la sub-20 el 22 de marzo, fue titular con la camiseta número 10, se enfrentó a Paraguay, anotó un gol pero perdieron 4 a 3. El 24 de marzo jugaron la revancha, esta vez fue suplente, ingresó en el segundo tiempo y empataron 2 a 2.
Para el Sudamericano Sub-20, Real Madrid no lo cedió, de igual forma Uruguay se coronó campeón del torneo continental.
El 25 de abril fue confirmado en el plantel definitivo para viajar a Corea del Sur y jugar la Copa Mundial Sub-20.

### Absoluta
El 11 de agosto de 2017, Federico fue incluido por Óscar Washington Tabárez en la lista de reservados por primera vez para jugar con la selección mayor de Uruguay. El 23 de agosto fue confirmado en la lista definitiva para la doble fecha de eliminatorias para jugar contra Argentina y Paraguay.
Consultado por el periodismo sobre la posibilidad de jugar contra Lionel Messi, Federico respondió:

“No sueño jugar contra Leo Messi, sueño en entrar a la cancha con Luis Suárez y Cavani”.

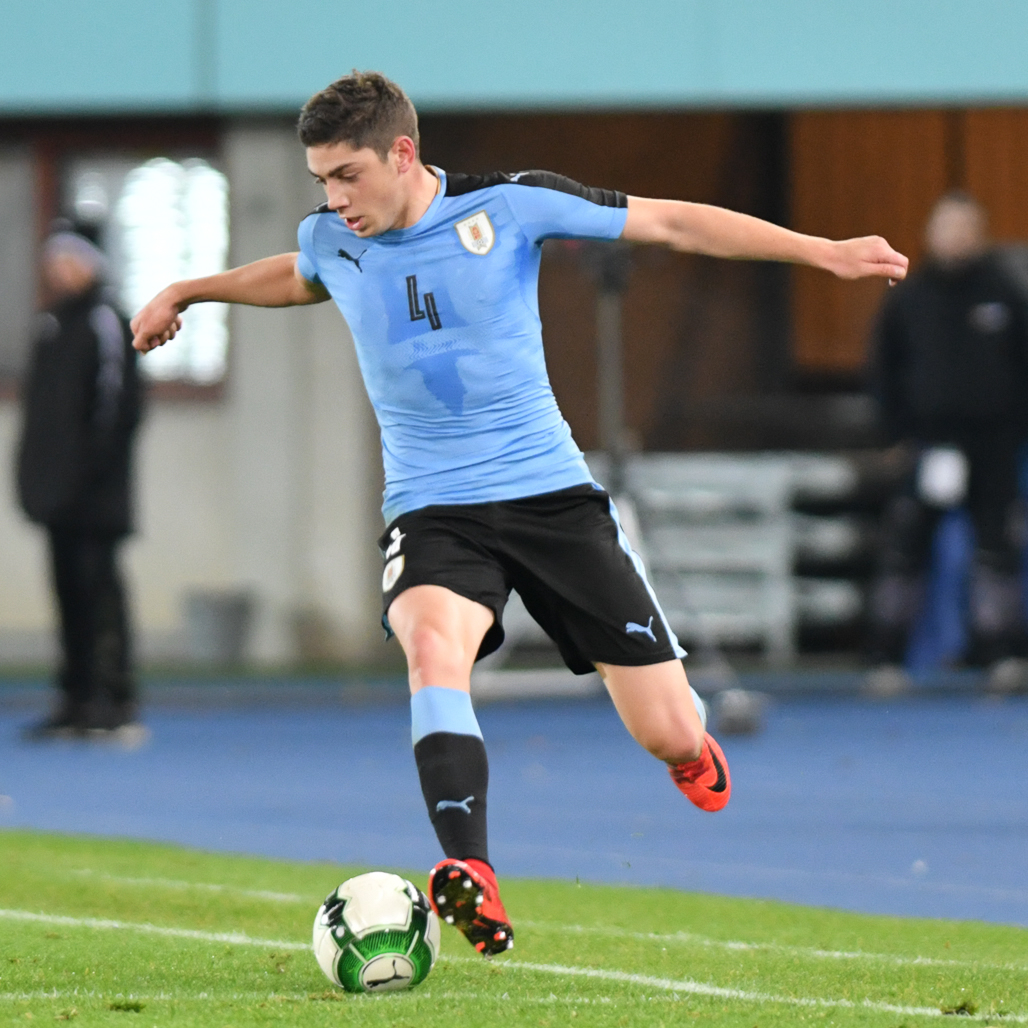
Valverde en un encuentro con la Selección de fútbol de Uruguay.

En el primer encuentro, integró el banco de suplentes, recibieron a la selección Argentina en el Estadio Centenario, no tuvo minutos y empataron sin goles.
Debutó con la Celeste el 5 de septiembre de 2017, fue en el Estadio Defensores del Chaco contra Paraguay, fue titular, tuvo una buena actuación, convirtió su primer gol y ganaron 1-2. En la fecha de su debut la FIFA lo nombró el jugador de la jornada de la Clasificación de Conmebol para la Copa Mundial de Fútbol.
Valverde jugó su primer partido con la selección absoluta con 19 años y 45 días, utilizó la camiseta número 4.
En la conferencia de prensa posterior al partido el mítico entrenador de la selección uruguaya, «El Maestro» Tabárez, elogió a la estrella juvenil:

“A Valverde lo conozco desde que tenía 13 años y llegó al Complejo. Seguí toda su evolución. Era un futbolista muy distinto al que es ahora. Era chiquito, flaquito. Y era distinto en rasgos de su personalidad; era extremadamente tímido. Pero ya los entrenadores de sus categorías en su club y en la selección vieron que tenía cosas que no tienen los jugadores comunes, sobre todo una visión de juego sorprendente para tan corta edad. No estaba 100% seguro de que podía salir tan bien como salió, porque sabía que le estaba poniendo una mochila importante, por su falta de experiencia, por los jugadores a los que enfrentaba y por tener un estadio lleno en contra, pero creo que él dio un paso importante y a mí me queda la satisfacción de su contribución a la victoria y de que este futbolista me respondió. Hizo que no me equivocara”.

El 1 de junio de 2018 el director técnico Tabárez, no lo incluye en la lista definitiva para afrontar Rusia 2018, en la que la selección uruguaya logró el quinto puesto. Posteriormente fue incluido en la listas para afrontar las Copas Américas de 2019 y 2021 y sus correspondientes eliminatorias.

### Participaciones en Copa América
| Torneo            | Sede           | Resultado        | Partidos | Goles | Asist. |
| ----------------- | -------------- | ---------------- | -------- | ----- | ------ |
| Copa América 2019 | Brasil         | Cuartos de final | 4        | 0     | 2      |
| Copa América 2021 | Brasil         | Cuartos de final | 5        | 0     | 0      |
| Copa América 2024 | Estados Unidos | Tercer lugar     | 6        | 1     | 0      |

### Participaciones en Copas del Mundo
| Torneo                   | Sede          | Resultado    | Partidos | Goles | Asist. |
| ------------------------ | ------------- | ------------ | -------- | ----- | ------ |
| Copa Mundial Sub-20 2017 | Corea del Sur | Cuarto lugar | 7        | 1     | 0      |
| Copa Mundial 2022        | Catar         | Primera fase | 3        | 0     | 0      |

### Participaciones en Clasificatorias a Copas del Mundo
| Eliminatorias                 | Sede       | Resultado    | Partidos | Goles | Asist. |
| ----------------------------- | ---------- | ------------ | -------- | ----- | ------ |
| Eliminatorias Mundial de 2018 | Sudamérica | 2.º lugar    | 3        | 1     | 0      |
| Eliminatorias Mundial de 2022 | Sudamérica | 3.º lugar    | 14       | 2     | 0      |
| Eliminatorias Mundial de 2026 | Sudamérica | Por Disputar | 2        | 1     | 0      |
| Total                         | Total      | Total        | 19       | 4     | 0      |

### Partidos con la selección absoluta
| \| PJ \| Fecha \| Ciudad \| Local \| Resultado \| Visitante \| Competición \| \| --- \| ------------------------ \| ----------------- \| -------------- \| --------- \| ------------- \| ----------------------------- \| \| 1. \| 5 de septiembre de 2017 \| Asunción \| Paraguay \| (1:2) \| Uruguay \| Eliminatorias Mundial de 2018 \| \| 2. \| 05-10-2017 \| San Cristóbal \| Venezuela \| (0:0) \| Uruguay \| Eliminatorias Mundial de 2018 \| \| 3. \| 10-10-2017 \| Montevideo \| Uruguay \| (4:2) \| Bolivia \| Eliminatorias Mundial de 2018 \| \| 4. \| 14-11-2017 \| Viena \| Austria \| (2:1) \| Uruguay \| Amistoso \| \| 5. \| 07-09-2018 \| Houston \| México \| (1:4) \| Uruguay \| Amistoso \| \| 6. \| 16-10-2018 \| Saitama \| Japón \| (4:3) \| Uruguay \| Amistoso \| \| 7. \| 16 de noviembre de 2018 \| Londres \| Brasil \| (1:0) \| Uruguay \| Amistoso \| \| 8. \| 20 de noviembre de 2018 \| París \| Francia \| (1:0) \| Uruguay \| Amistoso \| \| 9. \| 25 de marzo de 2019 \| Nanning \| Tailandia \| (0:4) \| Uruguay \| China Cup 2019 \| \| 10. \| 7 de junio de 2019 \| Montevideo \| Uruguay \| (3:0) \| Panamá \| Amistoso \| \| 11. \| 16-06-2019 \| Belo horizonte \| Uruguay \| (4:0) \| Ecuador \| Copa América 2019 \| \| 12. \| 20-06-2019 \| Porto Alegre \| Uruguay \| (2:2) \| Japón \| Copa América 2019 \| \| 13. \| 24 de junio de 2019 \| Río de Janeiro \| Chile \| (0:1) \| Uruguay \| Copa América 2019 \| \| 14. \| 29 de junio de 2019 \| Salvador de Bahía \| Uruguay \| 0 (4:5) 0 \| Perú \| Copa América 2019 \| \| 15. \| 5 de septiembre de 2019 \| San José \| Costa Rica \| (1:2) \| Uruguay \| Amistoso \| \| 16. \| 10-09-2019 \| San Luis \| Estados Unidos \| (1:1) \| Uruguay \| Amistoso \| \| 17. \| 11-10-2019 \| Montevideo \| Uruguay \| (1:0) \| Perú \| Amistoso \| \| 18. \| 15-10-2019 \| Lima \| Perú \| (1:1) \| Uruguay \| Amistoso \| \| 19. \| 15-11-2019 \| Budapest \| Hungría \| (1:2) \| Uruguay \| Amistoso \| \| 20. \| 18-11-2019 \| Tel Aviv \| Argentina \| (2:2) \| Uruguay \| Amistoso \| \| 21. \| 08-10-2020 \| Montevideo \| Uruguay \| (2:1) \| Chile \| Eliminatorias Mundial de 2022 \| \| 22. \| 13-10-2020 \| Quito \| Ecuador \| (4:2) \| Uruguay \| Eliminatorias Mundial de 2022 \| \| 23. \| 03-06-2021 \| Montevideo \| Uruguay \| (0:0) \| Paraguay \| Eliminatorias Mundial de 2022 \| \| 24. \| 08-06-2021 \| Caracas \| Venezuela \| (0:0) \| Uruguay \| Eliminatorias Mundial de 2022 \| \| 25. \| 18-06-2021 \| Brasilia \| Argentina \| (1:0) \| Uruguay \| Copa América 2021 \| \| 26. \| 21-06-2021 \| Cuiabá \| Uruguay \| (1:1) \| Chile \| Copa América 2021 \| \| 27. \| 24-06-2021 \| Cuiabá \| Bolivia \| (0:2) \| Uruguay \| Copa América 2021 \| \| 28. \| 28-06-2021 \| Río de Janeiro \| Uruguay \| (1:0) \| Paraguay \| Copa América 2021 \| \| 29. \| 03-07-2021 \| Brasilia \| Uruguay \| 0 (2:4) 0 \| Colombia \| Copa América 2021 \| \| 30. \| 02-09-2021 \| Lima \| Perú \| (1:1) \| Uruguay \| Eliminatorias Mundial de 2022 \| \| 31. \| 05-09-2021 \| Montevideo \| Uruguay \| (4:2) \| Bolivia \| Eliminatorias Mundial de 2022 \| \| 32. \| 09-09-2021 \| Montevideo \| Uruguay \| (1:0) \| Ecuador \| Eliminatorias Mundial de 2022 \| \| 33. \| 07-10-2021 \| Montevideo \| Uruguay \| (0:0) \| Colombia \| Eliminatorias Mundial de 2022 \| \| 34. \| 10-10-2021 \| Buenos Aires \| Argentina \| (3:0) \| Uruguay \| Eliminatorias Mundial de 2022 \| \| 35. \| 14-10-2021 \| Manaos \| Brasil \| (4:1) \| Uruguay \| Eliminatorias Mundial de 2022 \| \| 36. \| 27-01-2022 \| Asunción \| Paraguay \| (0:1) \| Uruguay \| Eliminatorias Mundial de 2022 \| \| 37. \| 01-02-2022 \| Montevideo \| Uruguay \| (4:1) \| Venezuela \| Eliminatorias Mundial de 2022 \| \| 38. \| 24-093-2022 \| Montevideo \| Uruguay \| (1:0) \| Perú \| Eliminatorias Mundial de 2022 \| \| 39. \| 29-03-2022 \| Santiago \| Chile \| (0:2) \| Uruguay \| Eliminatorias Mundial de 2022 \| \| 40. \| 02-06-2022 \| Glendale \| México \| (0:3) \| Uruguay \| Amistoso \| \| 41. \| 05-06-2022 \| Kansas \| Estados Unidos \| (0:0) \| Uruguay \| Amistoso \| \| 42. \| 23-09-2022 \| Sankt Pölten \| Irán \| (1:0) \| Uruguay \| Amistoso \| \| 43. \| 27-09-2022 \| Bratislava \| Canadá \| (0:2) \| Uruguay \| Amistoso \| \| 44. \| 24-11-2022 \| Rayán \| Uruguay \| (0:0) \| Corea del Sur \| Copa Mundial 2022 \| \| 45. \| 28-11-2022 \| Lusail \| Portugal \| (2:0) \| Uruguay \| Copa Mundial 2022 \| \| 46. \| 02-12-2022 \| Al Wakrah \| Ghana \| (0:2) \| Uruguay \| Copa Mundial 2022 \| \| 47. \| 24-03-2023 \| Tokio \| Japón \| (1:1) \| Uruguay \| Amistoso \| \| 48. \| 28-03-2023 \| Seúl \| Corea del Sur \| (1:2) \| Uruguay \| Amistoso \| \| 49. \| 08-09-2023 \| Montevideo \| Uruguay \| (3:1) \| Chile \| Eliminatorias Mundial de 2026 \| \| 50. \| 12-09-2023 \| Quito \| Ecuador \| (2-1) \| Uruguay \| Eliminatorias Mundial de 2026 \| \| 51. \| 12 de septiembre de 2023 \| Barranquilla \| Colombia \| (2:2) \| Uruguay \| Eliminatorias Mundial de 2026 \| |                          |                   |                |           |               |                               |
| PJ | Fecha                    | Ciudad            | Local          | Resultado | Visitante     | Competición                   |
| 1. | 5 de septiembre de 2017  | Asunción          | Paraguay       | (1:2)     | Uruguay       | Eliminatorias Mundial de 2018 |
| 2. | 05-10-2017               | San Cristóbal     | Venezuela      | (0:0)     | Uruguay       | Eliminatorias Mundial de 2018 |
| 3. | 10-10-2017               | Montevideo        | Uruguay        | (4:2)     | Bolivia       | Eliminatorias Mundial de 2018 |
| 4. | 14-11-2017               | Viena             | Austria        | (2:1)     | Uruguay       | Amistoso                      |
| 5. | 07-09-2018               | Houston           | México         | (1:4)     | Uruguay       | Amistoso                      |
| 6. | 16-10-2018               | Saitama           | Japón          | (4:3)     | Uruguay       | Amistoso                      |
| 7. | 16 de noviembre de 2018  | Londres           | Brasil         | (1:0)     | Uruguay       | Amistoso                      |
| 8. | 20 de noviembre de 2018  | París             | Francia        | (1:0)     | Uruguay       | Amistoso                      |
| 9. | 25 de marzo de 2019      | Nanning           | Tailandia      | (0:4)     | Uruguay       | China Cup 2019                |
| 10. | 7 de junio de 2019       | Montevideo        | Uruguay        | (3:0)     | Panamá        | Amistoso                      |
| 11. | 16-06-2019               | Belo horizonte    | Uruguay        | (4:0)     | Ecuador       | Copa América 2019             |
| 12. | 20-06-2019               | Porto Alegre      | Uruguay        | (2:2)     | Japón         | Copa América 2019             |
| 13. | 24 de junio de 2019      | Río de Janeiro    | Chile          | (0:1)     | Uruguay       | Copa América 2019             |
| 14. | 29 de junio de 2019      | Salvador de Bahía | Uruguay        | 0 (4:5) 0 | Perú          | Copa América 2019             |
| 15. | 5 de septiembre de 2019  | San José          | Costa Rica     | (1:2)     | Uruguay       | Amistoso                      |
| 16. | 10-09-2019               | San Luis          | Estados Unidos | (1:1)     | Uruguay       | Amistoso                      |
| 17. | 11-10-2019               | Montevideo        | Uruguay        | (1:0)     | Perú          | Amistoso                      |
| 18. | 15-10-2019               | Lima              | Perú           | (1:1)     | Uruguay       | Amistoso                      |
| 19. | 15-11-2019               | Budapest          | Hungría        | (1:2)     | Uruguay       | Amistoso                      |
| 20. | 18-11-2019               | Tel Aviv          | Argentina      | (2:2)     | Uruguay       | Amistoso                      |
| 21. | 08-10-2020               | Montevideo        | Uruguay        | (2:1)     | Chile         | Eliminatorias Mundial de 2022 |
| 22. | 13-10-2020               | Quito             | Ecuador        | (4:2)     | Uruguay       | Eliminatorias Mundial de 2022 |
| 23. | 03-06-2021               | Montevideo        | Uruguay        | (0:0)     | Paraguay      | Eliminatorias Mundial de 2022 |
| 24. | 08-06-2021               | Caracas           | Venezuela      | (0:0)     | Uruguay       | Eliminatorias Mundial de 2022 |
| 25. | 18-06-2021               | Brasilia          | Argentina      | (1:0)     | Uruguay       | Copa América 2021             |
| 26. | 21-06-2021               | Cuiabá            | Uruguay        | (1:1)     | Chile         | Copa América 2021             |
| 27. | 24-06-2021               | Cuiabá            | Bolivia        | (0:2)     | Uruguay       | Copa América 2021             |
| 28. | 28-06-2021               | Río de Janeiro    | Uruguay        | (1:0)     | Paraguay      | Copa América 2021             |
| 29. | 03-07-2021               | Brasilia          | Uruguay        | 0 (2:4) 0 | Colombia      | Copa América 2021             |
| 30. | 02-09-2021               | Lima              | Perú           | (1:1)     | Uruguay       | Eliminatorias Mundial de 2022 |
| 31. | 05-09-2021               | Montevideo        | Uruguay        | (4:2)     | Bolivia       | Eliminatorias Mundial de 2022 |
| 32. | 09-09-2021               | Montevideo        | Uruguay        | (1:0)     | Ecuador       | Eliminatorias Mundial de 2022 |
| 33. | 07-10-2021               | Montevideo        | Uruguay        | (0:0)     | Colombia      | Eliminatorias Mundial de 2022 |
| 34. | 10-10-2021               | Buenos Aires      | Argentina      | (3:0)     | Uruguay       | Eliminatorias Mundial de 2022 |
| 35. | 14-10-2021               | Manaos            | Brasil         | (4:1)     | Uruguay       | Eliminatorias Mundial de 2022 |
| 36. | 27-01-2022               | Asunción          | Paraguay       | (0:1)     | Uruguay       | Eliminatorias Mundial de 2022 |
| 37. | 01-02-2022               | Montevideo        | Uruguay        | (4:1)     | Venezuela     | Eliminatorias Mundial de 2022 |
| 38. | 24-093-2022              | Montevideo        | Uruguay        | (1:0)     | Perú          | Eliminatorias Mundial de 2022 |
| 39. | 29-03-2022               | Santiago          | Chile          | (0:2)     | Uruguay       | Eliminatorias Mundial de 2022 |
| 40. | 02-06-2022               | Glendale          | México         | (0:3)     | Uruguay       | Amistoso                      |
| 41. | 05-06-2022               | Kansas            | Estados Unidos | (0:0)     | Uruguay       | Amistoso                      |
| 42. | 23-09-2022               | Sankt Pölten      | Irán           | (1:0)     | Uruguay       | Amistoso                      |
| 43. | 27-09-2022               | Bratislava        | Canadá         | (0:2)     | Uruguay       | Amistoso                      |
| 44. | 24-11-2022               | Rayán             | Uruguay        | (0:0)     | Corea del Sur | Copa Mundial 2022             |
| 45. | 28-11-2022               | Lusail            | Portugal       | (2:0)     | Uruguay       | Copa Mundial 2022             |
| 46. | 02-12-2022               | Al Wakrah         | Ghana          | (0:2)     | Uruguay       | Copa Mundial 2022             |
| 47. | 24-03-2023               | Tokio             | Japón          | (1:1)     | Uruguay       | Amistoso                      |
| 48. | 28-03-2023               | Seúl              | Corea del Sur  | (1:2)     | Uruguay       | Amistoso                      |
| 49. | 08-09-2023               | Montevideo        | Uruguay        | (3:1)     | Chile         | Eliminatorias Mundial de 2026 |
| 50. | 12-09-2023               | Quito             | Ecuador        | (2-1)     | Uruguay       | Eliminatorias Mundial de 2026 |
| 51. | 12 de septiembre de 2023 | Barranquilla      | Colombia       | (2:2)     | Uruguay       | Eliminatorias Mundial de 2026 |

### Goles internacionales
| #  | Fecha                   | Ciudad       | Oponente | Marcador  | Resultado | Competición                   | Goles |
| -- | ----------------------- | ------------ | -------- | --------- | --------- | ----------------------------- | ----- |
| 1. | 5 de septiembre de 2017 | Asunción     | Paraguay | 0-1 (1-2) | Victoria  | Eliminatorias Mundial de 2018 |       |
| 2. | 07-06-2019              | Montevideo   | Panamá   | 3-0 (3-0) | Victoria  | Amistoso                      |       |
| 3. | 05-09-2021              | Montevideo   | Bolivia  | 2-0 (4-2) | Victoria  | Eliminatorias Mundial de 2022 |       |
| 4. | 29-03-2022              | Santiago     | Chile    | 0-2 (0-2) | Victoria  | Eliminatorias Mundial de 2022 |       |
| 5. | 24-03-2023              | Tokio        | Japón    | 0-1 (1-1) | Empate    | Amistoso                      |       |
| 6. | 08-09-2023              | Montevideo   | Chile    | 2-0 (3-1) | Victoria  | Eliminatorias Mundial de 2026 |       |
| 7. | 27-06-2024              | Nueva Jersey | Bolivia  | 4-0 (5-0) | Victoria  | Copa América 2024             |       |

## Estadísticas

### Clubes
Actualizado al último partido disputado el 26 de junio de 2025.
| Club                          | Div.          | Temporada     | Liga  | Liga  | Liga   | Copas nacionales | Copas nacionales | Copas nacionales | Copas internacionales | Copas internacionales | Copas internacionales | Total | Total | Total  |
| Club                          | Div.          | Temporada     | Part. | Goles | Asist. | Part.            | Goles            | Asist.           | Part.                 | Goles                 | Asist.                | Part. | Goles | Asist. |
| ----------------------------- | ------------- | ------------- | ----- | ----- | ------ | ---------------- | ---------------- | ---------------- | --------------------- | --------------------- | --------------------- | ----- | ----- | ------ |
| C. A. Peñarol · Uruguay       | 1.ª           | 2015-16       | 12    | 0     | 1      | —                | —                | —                | 1                     | 0                     | 1                     | 13    | 0     | 2      |
| C. A. Peñarol · Uruguay       | Total club    | Total club    | 12    | 0     | 1      | 0                | 0                | 0                | 1                     | 0                     | 1                     | 13    | 0     | 2      |
| R. M. Castilla C. F. · España | 2.ª B         | 2016-17       | 30    | 3     | 1      | —                | —                | —                | —                     | —                     | —                     | 30    | 3     | 1      |
| R. M. Castilla C. F. · España | Total club    | Total club    | 30    | 3     | 1      | 0                | 0                | 0                | 0                     | 0                     | 0                     | 30    | 3     | 1      |
| R. C. D. La Coruña · España   | 1.ª           | 2017-18       | 24    | 0     | 0      | 1                | 0                | 0                | —                     | —                     | —                     | 25    | 0     | 0      |
| R. C. D. La Coruña · España   | Total club    | Total club    | 24    | 0     | 0      | 1                | 0                | 0                | 0                     | 0                     | 0                     | 25    | 0     | 0      |
| Real Madrid C. F. · España    | 1.ª           | 2018-19       | 16    | 0     | 0      | 5                | 0                | 0                | 4                     | 0                     | 0                     | 25    | 0     | 0      |
| Real Madrid C. F. · España    | 1.ª           | 2019-20       | 33    | 2     | 5      | 5                | 0                | 0                | 6                     | 0                     | 0                     | 44    | 2     | 5      |
| Real Madrid C. F. · España    | 1.ª           | 2020-21       | 24    | 3     | 1      | 2                | 0                | 0                | 7                     | 0                     | 0                     | 33    | 3     | 1      |
| Real Madrid C. F. · España    | 1.ª           | 2021-22       | 31    | 0     | 1      | 4                | 1                | 0                | 11                    | 0                     | 1                     | 46    | 1     | 2      |
| Real Madrid C. F. · España    | 1.ª           | 2022-23       | 34    | 7     | 4      | 8                | 0                | 0                | 14                    | 5                     | 3                     | 56    | 12    | 7      |
| Real Madrid C. F. · España    | 1.ª           | 2023-24       | 37    | 2     | 7      | 4                | 0                | 0                | 13                    | 1                     | 1                     | 54    | 3     | 8      |
| Real Madrid C. F. · España    | 1.ª           | 2024-25       | 36    | 6     | 4      | 7                | 2                | 1                | 19                    | 3                     | 3                     | 62    | 11    | 8      |
| Real Madrid C. F. · España    | Total club    | Total club    | 212   | 21    | 22     | 35               | 3                | 1                | 74                    | 9                     | 8                     | 320   | 32    | 31     |
| Total carrera                 | Total carrera | Total carrera | 278   | 24    | 24     | 36               | 3                | 1                | 75                    | 9                     | 9                     | 388   | 35    | 34     |

## Palmarés

### Títulos nacionales
| Título              | Club              | Año  |
| ------------------- | ----------------- | ---- |
| Campeonato Uruguayo | C. A. Peñarol     | 2016 |
| Supercopa de España | Real Madrid C. F. | 2020 |
| Liga Española       | Real Madrid C. F. | 2020 |
| Supercopa de España | Real Madrid C. F. | 2022 |
| Liga Española       | Real Madrid C. F. | 2022 |
| Copa del Rey        | Real Madrid C. F. | 2023 |
| Supercopa de España | Real Madrid C. F. | 2024 |
| Liga Española       | Real Madrid C. F. | 2024 |

### Títulos internacionales
| Título                           | Equipo            | Año  |
| -------------------------------- | ----------------- | ---- |
| Copa Mundial de Clubes           | Real Madrid C. F. | 2018 |
| UEFA Champions League            | Real Madrid C. F. | 2022 |
| Supercopa de Europa              | Real Madrid C. F. | 2022 |
| Copa Mundial de Clubes           | Real Madrid C. F. | 2022 |
| UEFA Champions League            | Real Madrid C. F. | 2024 |
| Supercopa de Europa              | Real Madrid C. F. | 2024 |
| Copa Intercontinental de la FIFA | Real Madrid C. F. | 2024 |

### Distinciones individuales
| Distinción                                                                                      | Año  |
| ----------------------------------------------------------------------------------------------- | ---- |
| Parte de los 50 mejores jugadores del mundo, según The Guardian (categoría 1998)                | 2015 |
| Jóvenes promesas de Uruguay para Pasión Fútbol (puesto 1)                                       | 2016 |
| Parte del once ideal de jugadores nacidos en 1998 para Fichajes.com                             | 2016 |
| Balón de Plata del Mundial Sub-20                                                               | 2017 |
| Jugador de la jornada para FIFA de la Clasificación de Conmebol para la Copa Mundial de Fútbol. | 2017 |
| Nombrado jugador del partido en la final de la Supercopa de España                              | 2020 |
| Mejor jugador del mes de septiembre de LaLiga Santander                                         | 2022 |
| Parte de los 100 mejores jugadores del mundo, según The Guardian                                | 2022 |
| Balón de Plata de la Copa Mundial de Clubes de la FIFA 2022                                     | 2022 |
| Balón de Plata de la Copa Intercontinental de la FIFA                                           | 2024 |

Logros juveniles
- Torneo Apertura Sub-15: 2013
- Copa México de Naciones: 2013
- Campeonato Uruguayo Sub-15: 2013
- Torneo Clausura Sub-16: 2014
- Campeonato Uruguayo Sub-16: 2014
- Torneo Apertura Sub-17: 2015
- Campeonato Uruguayo Sub-17: 2015

## Vida personal
Nació el 22 de julio de 1998 en el barrio montevideano de La Unión, como el segundo hijo de Julio Valverde y Doris Dipetta. De ascendencia española e italiana. Tiene un hermano mayor llamado Diego.
Está casado con la periodista y presentadora argentina Mina Bonino. Juntos tienen dos hijos, Benicio, nacido el 20 de febrero de 2020 y Bautista nacido el 25 de junio de 2023.
Valverde presuntamente golpeó al jugador del Villarreal C. F. Álex Baena en el aparcamiento del Santiago Bernabéu tras la derrota por 3-2 en un partido de Liga el 8 de abril de 2023. El presunto incidente se debió a un comentario que Baena le hizo a Valverde sobre el temor de un aborto espontáneo de Bonino. El 3 de julio, la causa contra Valverde fue desestimada al no hallarse indicios de delito.